# Juan de Herrera (fraile)
Fray Juan de Herrera fue un religioso español del siglo XVI natural de Herrera del Duque, Badajoz. Se desconoce el año exacto de su nacimiento. 

## Biografía
Conocido como el monje escritor, tiene dedicados un colegio y una calle en esta su villa natal. Existen muy pocos datos biográficos sobre este fraile. No aparece en los archivos del Monasterio de Guadalupe, ni en los archivos y biblioteca del Monasterio de El Escorial.
Este fraile escribió el llamado Códice de El Escorial: Historia de la Fundación de la Casa de Guadalupe y Milagros de la Santísima Virgen o fundación de la Casa de Santa María de Guadalupe. Contiene 20 capítulos, sobre la vida de monjes, los primeros padres del monasterio y fundación de Monte Marta. Pocas cosas más se sabe de Fray Juan de Herrera, no aparece en Guadalupe después de 1535.